# Kim Đức
Kim Đức là một xã thuộc thành phố Việt Trì, tỉnh Phú Thọ, Việt Nam.
Xã Kim Đức có diện tích 8,89 km², dân số năm 2006 là 7.382 người, mật độ dân số đạt 830 người/km².